# David T. Little
David T. Little (New Jersey, 25 ottobre 1978) è un compositore e batterista statunitense, noto per le sue opere orchestrali e operistiche, in particolare la sua opera Dog Days, che è stata nominata una delle opere più straordinarie degli ultimi decenni dal New York Times. È il direttore artistico di Newspeak, un gruppo amplificato di otto elementi che esplora i confini tra il rock e la musica classica ed è membro della facoltà di composizione della Mannes School of Music.

## Biografia
La musica di Little è stata rappresentata in tutto il mondo, Dresda, Londra, Lipsia, Edimburgo, Zurigo, San Francisco, Chicago, Los Angeles, Montréal e ai festival di Tanglewood, Aspen, MATA, Cabrillo e Holland, da artisti come London Sinfonietta, Alarm Will Sound, Eighth Blackbird, So Percussion, Wild Up, Ensemble Courage, Dither, NOW Ensemble, PRISM Quartet, New World Symphony, Third Coast Percussion, Beth Morrison Projects, Peak Performances, American Opera Projects, New York City Opera, la Grand Rapids Symphony e la Baltimore Symphony Orchestra sotto Marin Alsop. Ha ricevuto premi e riconoscimenti dall'American Academy of Arts and Letters, Mid Atlantic Arts Foundation, Meet The Composer, American Music Center, Harvey Gaul Competition, BMI e ASCAP, e ha ricevuto commissioni da Carnegie Hall, Kronos Quartet, Maya Beiser, la Baltimora Symphony, l'Albany Symphony Orchestra, la New World Symphony, il New Pittsburgh New Music Ensemble, l'Università del Michigan e il programma Vocal Arts di Dawn Upshaw al Conservatorio di musica del Bard College, tra gli altri.
I progetti recenti includono le opere JFK (Thaddeus Strassberger, direttore, Royce Vavrek, librettista) e Dog Days (Robert Woodruff, direttore, Royce Vavrek, librettista), Haunt of Last Nightfall per Third Coast Percussion, AGENCY, commissionato dal Kronos Quartet come parte della sua stagione del 40º anniversario, Ghostlight—ritual for six players per gli Eighth Blackbird, dress in magic amulets, dark, from My feet per le forze combinate di The Crossing e International Contemporary Ensemble. I lavori futuri includono: un nuovo lavoro per la Sinfonietta di Londra, l'opera teatrale Artaud in the Black Lodge, con un libretto del leggendario poeta Outrider Anne Waldman, un nuovo lavoro in fase di sviluppo nell'ambito della Metropolitan Opera e del nuovo programma del Lincoln Center Theatre e diversi progetti non annunciati. and the sky was still there di Little è stato pubblicato sull'album Outerborough di Todd Reynold, su dischi Innova. Hellhound, commissionato da Maya Beiser per i suoi tour "All Vows" e "Uncovered", è stato incluso nel suo album TranceClassical.
Little si è laureato presso la Susquehanna University (2001), l'Università del Michigan (2002) e l'Università di Princeton (PhD, 2011) e i suoi insegnanti principali hanno incluso Osvaldo Golijov, Paul Lansky, Steven Mackey, William Bolcom e Michael Daugherty. Ha insegnato musica a New York attraverso il programma Musical Connections della Carnegie Hall, è stato il primo Digital Composer-in-Residence per il DilettanteMusic.com con sede nel Regno Unito. È il fondatore dell'annuale New Music Bake Sale, ed è stato direttore esecutivo del MATA Festival di New York dal 2010 fino al 2012. Dal 2014 è stato Compositore in residenza con l'Opera Philadelphia ed il Music-Theatre Group e recentemente è entrato a far parte della facoltà di composizione alla Mannes School of Music di New York City. La sua musica è pubblicata da Boosey & Hawkes.

## Opere teatrali
Soldier Songs: un'opera multimediale di 60 minuti per baritono e settetto amplificato composta nel 2006; l'opera Soldier Songs esplora le percezioni contro le realtà di un soldato, l'esplorazione della perdita e dello sfruttamento dell'innocenza e la difficoltà di esprimere la verità della guerra.
Am I Born: L'oratorio di 30 minuti per soprano, coro di bambini e orchestra; Am I Born, è stato presentato per la prima volta nel 2012 nell'ambito di "Brooklyn Village", un concerto multimediale co-prodotto e presentato dalla Brooklyn Philharmonic, Brooklyn Youth Chorus e Roulette. Alan Pierson ha diretto la Brooklyn Philharmonic, il soprano Mellissa Hughes e i membri del Brooklyn Youth Chorus e del Young Men's Ensemble di BYCA.
Vinkensport, o The Finch Opera: commissionato e in anteprima nel 2010 dal Bard College Conservatory of Music; Vinkensport, o The Finch Opera è una commedia d'opera in un atto sullo sport popolare fiammingo del finch-sitting. Il pezzo fu successivamente presentato dal VOX: Contemporary Opera Lab della New York City Opera ed è stato messo in scena dal soprano Lauren Flanigan al Conservatorio Shenandoah.
Dog Days: la prima collaborazione a tutta lunghezza con Royce Vavrek ha prodotto l'opera teatrale in tre atti Dog Days, presentata in anteprima al Peak Performances @ Montclair State in collaborazione con Beth Morrison Projects il 29 settembre 2012, in una messa in scena del regista Robert Woodruff. L'opera ha come protagonista Lauren Worsham nei panni di Lisa, una ragazza di 13 anni che fa amicizia con un uomo vestito da cane che implorava gli avanzi durante uno scenario di guerra post-apocalittico. Ronni Reich di The Star-Ledger ha scritto della colonna sonora di Little: "La musica thrash di Little, con un'oscura, epica, caotica heavy rock ispirazione che incontra linee vocali tremolanti, muggiti ... [è] stilisticamente diversa ma convincente, fondendo l'impeccabile scrittura vocale classica , heavy metal e il teatro musicale."
Il pezzo iniziò come commissione dalla Carnegie Hall quando Little fu scelto per comporre un'opera teatrale di 20 minuti come parte del laboratorio di Dawn Upshaw e Osvaldo Golijov in collaborazione con i cantanti del Conservatorio Bard. Alan Pierson, il direttore dello spettacolo alla Zankel Hall, tornò a dirigere Newspeak per la prima produzione mondiale nel New Jersey.
JFK: Il seguito di Dog Days con il librettista Royce Vavrek è una grande opera commissionata dalla Fort Worth Opera, l'American Lyric Theatre e l'Opéra de Montréal che si concentra sulla notte prima dell'assassinio di John F. Kennedy nel 1963. JFK fu presentato a Fort Worth, Texas, nell'aprile 2016.